# اماچاترام
اماچاترام (به انگلیسی: Ammachatram) یک منطقهٔ مسکونی در هند است که در تامیل نادو واقع شده‌است.